# Притиковський Денис Віталійович
Денис Віталійович Притиковський (нар. 4 квітня 1994, Київ, Україна) — український футболіст, центральний захисник польського клубу «Ґочалковиці-Здруй».

## Клубна кар'єра
Футболом займався з юних років, виступав за першу та другу команду «Відрадного» в чемпіонаті Києва в своїй віковій категорії. У ДЮФЛУ виступав за київські клуби «Динамо» та «Арсенал». З липня 2011 року по березень 2014 року грав за молодіжний склад «Арсеналу». У березні 2014 року перебрався в «Полтаву». Дебютував у футболці «городян» 4 травня 2014 року в переможному (2:1) поєдинку 26-го туру Першої ліги проти київського «Динамо-2». Денис вийшов на поле на 77-й хвилині, замінивши Сергія Чеботаєва. У травні 2014 року виходив на поле у трьох поєдинках Першої ліги. Потім грав на аматорському рівні за київський РВУФК та «Чайку» (Петропавлівська Борщагівка).
Наприкінці липня 2015 року перейшов в «Енергію». Дебютував у футболці новокаховського клубу 22 липня 2015 року в програному (0:4) домашньому поєдинку попереднього раунду кубку України проти криворізького «Гірника». Денис вийшов на поле в стартовому складі та відіграв увесь матч. У Другій лізі України дебютував 26 листопада 2015 року в нічийному (0:0) виїзному поєдинку 1-го туру проти кременчуцького «Кременя». Притиковський вийшов на поле в стартовому складі та відіграв увесь матч. У першій половині сезону 2015/16 років зіграв 13 матчів у Другій лізі України. З грудня 2015 року перебував на перегляді у «Вересі», за результатами якого 1 лютого 2016 року підписав контракт з клубом. Дебютував у футболці рівненського клубу 27 березня 2016 року в переможному (1:0) поєдинку 16-го туру Другої ліги проти «Нікополя-НПГУ». Денис вийшов на поле в стартовому складі та відіграв увесь матч. У весняно-літній частині сезону 2015/16 років зіграв 5 матчів у Другій лізі, але стати основним гравцем так і не став. У червні 2016 року отримав статус вільного агента.
На початку липня 2016 року перейшов у «Мир». У футболці горностаївського клубу дебютував 26 серпня 2016 року в переможному (1:0) домашньому поєдинку 6-го туру Другої ліги проти херсонського «Кристалу». Притиковський вийшов на поле в стартовому складі, а на 80-й хвилині його замінив Микита Карась. Дебютним голом за «Мир» відзначився 5 листопада 2016 року на 26-й хвилині нічийного (2:2) виїзного поєдинку 17-го туру Другої ліги проти миколаївського «Суднобудівника». Денис вийшов на поле в стартовому складі та відіграв увесь матч. У команді відіграв два сезони, за цей час у Другій лізі провів 49 матчів (6 голів), ще 2 поєдинки зіграв у кубку України. На початку червня 2018 року залишив команду.
У червні—вересні 2018 року був гравцем шведського клубу «Крамфорс». 18 вересня 2018 року перебрався у «Рубікон» (Вишневе), у складі якого зіграв 5 матчів в аматорському чемпіонаті України. На початку березня 2019 року знову став гравцем «Миру». Дебютував за горностаївський клуб після свого повернення 6 квітня 2019 року в програному (0:1) домашньому поєдинку 18-го туру групи Б Другої ліги проти кременчуцького «Кременя». Денис вийшов на поле в стартовому складі та відіграв увесь матч. Єдиним голом за «Мир» відзначився 15 травня 2019 року на 67-й хвилині програного (1:2) домашнього поєдинку 21-го туру групи Б Другої ліги проти новокаховської «Енергії». Притиковський вийшов на поле в стартовому складі, а на 76-й хвилині його замінив Михайло Кривич. Навесні 2019 року зіграв 9 матчів у Другій лізі, в яких відзначився 1 голом.
Наприкінці червня 2019 року побував на перегляді у «Вересі», але рівненському клубу не підійшов. Наприкінці липня 2019 року підсилив «Полісся». У футболці житомирського клубу дебютував 27 липня 2019 року в переможному (1:0) домашньому поєдинку 1-го туру групи А Другої ліги проти вінницької «Ниви». Денис вийшов на поле на 55-й хвилині, замінивши Сергія Швеця. Дебютним голом за «Полісся» відзначився 8 вересня 2019 року на 70-й хвилині переможного (2:0) домашнього поєдинку проти «Калуша». Притиковський вийшов на поле в стартовому складі та відіграв увесь матч.

## Кар'єра в збірній
У 2011 році викликався до складу юнацької збірної України (U-17).
Також виступав за юнацьку збірну України (U-19), у футболці якої дебютував 18 вересня 2012 року в нічийному (1:1) виїзному товариському матчі проти однолітків з Білорусі. Денис вийшов на поле в стартовому складі та відіграв увесь матч. Загалом у складі збірної України U-19 зіграв 2 поєдинки.

## Досягнення
- Срібний призер Другої ліги України: 2015/16
- Бронзовий призер Другої ліги України: 2019/20
- Найкращий захисник Відкритого кубку Федерації футболу АР Крим: 2018